# Marginella lutea
Marginella lutea is een slakkensoort uit de familie van de Marginellidae. De wetenschappelijke naam van de soort is voor het eerst geldig gepubliceerd in 1889 door G. B. Sowerby III.